# Schipholteam
Het Schipholteam was een team dat bestond uit rechercheurs van de Nederlandse douane en de Koninklijke Marechaussee.
Het Schipholteam is in 1993 opgericht en was verantwoordelijk voor de bestrijding van de in-, uit,- en doorvoer van verdovende middelen in de passagierslijn op Luchthaven Schiphol. Het Schipholteam had naast een gezamenlijke teamleiding 56 medewerkers, vier coördinatoren/hulpofficieren van justitie (hOvJ's) van de douane en vier coördinatoren/hOvJ's van de Marechaussee, die zorg droegen voor de operationele aansturing van de recherche-clusters.
Naast hun reguliere bevoegdheden waren de marechaussees voor de duur van plaatsing in het Schipholteam beëdigd als douaneambtenaar en hadden zodoende de wettelijke controlebevoegdheden van de Algemene Douanewet verkregen.
De douaneambtenaren waren zowel controle-, als opsporingsbevoegd. De rechercheurs werkten in de passagiersterminal om passagiers aan douanecontroles te onderwerpen, alsmede om verdachten van drugssmokkel en dus overtreding van de Opiumwet op te sporen en aan te houden.
Het Schipholteam is in 2012 ontbonden. De Douane heeft namelijk sinds 2003 zogenoemde 100 procent-controles ingevoerd op vluchten afkomstig uit Aruba, Bonaire, Curaçao, Sint Maarten, Venezuela en Suriname. Dit veroorzaakte een afname in controle van deze vluchten door het Schipholteam, die zich daarna kon concentreren op doorverbindingen naar Schiphol via andere Europese luchthavens van vluchten uit Azië, Midden-Oosten en Zuid-Amerika. Na de opheffing van het Schipholteam richtte de Douane een 'burgerteam' op, dat zich niet alleen meer op verdovende middelen richtte. De Marachaussee richtte ook twee eigen teams op: het Recherche Team Drugsbestrijding (RTD), dat aanhoudingen verrichtte naar aanleiding van de 100 procent-controles van de Douane; en het Drugsteam Schiphol (DTS), dat ook actie ondernam naar aanleiding van eigen observaties. In 2016 werden het RTD en het DTS samengevoegd onder de naam Eerstelijns Drugsbestrijding (ELDB).

## Verwijzingen
1. 1 2  Abraham, M., Dijk, B. van, Hofstra, D., Spapens, T. (30 juni 2021). Aanpak georganiseerde drugscriminaliteit: Een terugblik op 25 jaar beleid en uitvoering. DSP-Groep, p. 121.
2. ↑  Appel, Iwan, Honderd procent controle, nul procent grondslag. Het Advocatenblad (17 februari 2011). Geraadpleegd op 28 december 2024.